# Кобзар 1861
Четверте видання Кобзаря — умовна назва творів Тараса Шевченка надрукованих 1861-1862 р. в журналі «Основа» у розділі «Кобзар» за редакцією Василя Білозерського.

## Особливості
Текст надрукований кулішівкою і має наголоси на словах із кількома складами (за винятком букви «і», на якій не завжди друкарня могла позначити наголоси з технічних причин). 
На відміну від подальших видань, в яких в основу впорядкувань покладені хронологічні принципи, видання має тематичну структуру[джерело?] і починається віршем «Не для людей і не для слави…»

## Передрук у Канаді
На відзначення 100-річчя видання «Кобзаря» в «Основі» 1861 року і сторіччя смерті Шевченка це видання вперше було передруковане окремою книжкою за редакцією Ярослава-Богдана Рудницького в 1961 році у Вінніпезі. Видання здійснила Українська вільна академія наук, Інститут шевченкознавства. Профінансував видання український діловик (підприємець) з Вінніпега Степан Дурбак.
У передруці збережений порядок віршів оригіналу, оновлено правопис, місцями справлено неправильні наголоси чи форми.